# Supermassive Black Hole
Supermassive Black Hole è un singolo del gruppo musicale britannico Muse, pubblicato il 19 giugno 2006 come primo estratto dal quarto album in studio Black Holes & Revelations.

## Descrizione
Il brano è cantato interamente in falsetto dal cantante Matthew Bellamy e si distingue dalle precedenti canzoni del gruppo per le sonorità più elettroniche.

## Pubblicazione
Supermassive Black Hole è stato annunciato dal gruppo il 24 aprile 2006, rivelando che sarebbe stato pubblicato fisicamente il 19 giugno dello stesso anno. Due giorni dopo l'annuncio, lo stesso ha rivelato che il singolo sarebbe stato reso disponibile anche per il download digitale una settimana prima della sua pubblicazione attraverso il sito ufficiale dei Muse, anticipando tuttavia la data al 9 maggio a causa della trasmissione radiofonica avvenuta in anteprima mondiale attraverso il programma radiofonico Jo Wiley Show su BBC Radio 1 il giorno precedente.
Il singolo è stato successivamente inserito nella colonna sonora del videogioco FIFA 07 e all'interno della colonna sonora del film Twilight. Il brano inoltre è presente nell'elenco dei brani musicali scaricabili dal videogioco musicale Guitar Hero III: Legends of Rock nella sezione "Muse Pack", che comprende anche i brani Stockholm Syndrome ed Exo-Politics.

## Video musicale
Il videoclip del brano è stato diretto da Floria Sigismondi ed è stato girato interamente a Los Angeles. Il gruppo si è affidato alla regista italiana grazie alle sue visioni particolari e oniriche, ereditate dal suo lavoro di fotografa e di regista di videoclip internazionali come Tourniquet di Marilyn Manson.

## Tracce
CD, 7", download digitale
1. Supermassive Black Hole – 3:29
2. Crying Shame – 2:38

DVD
1. Supermassive Black Hole (Video)
2. Supermassive Black Hole (Audio) – 3:29
3. Supermassive Black Hole (Making of the Video)
4. Gallery

## Formazione
Gruppo
- Matthew Bellamy – voce, chitarra, tastiera
- Chris Wolstenholme – basso, cori
- Dominic Howard – batteria, percussioni

Produzione
- Rich Costey – produzione, ingegneria del suono, missaggio, registrazione
- Muse – produzione, registrazione aggiuntiva
- Vlado Meller, Howie Weinberg – mastering
- Claudius Mittendorfer – assistenza tecnica, registrazione, assistenza missaggio
- Tommaso Colliva – assistenza tecnica, registrazione aggiuntiva
- Myriam Correge, Ross Peterson, Eddie Jackson, Ryan Simms – assistenza tecnica
- Max Dingle – assistenza missaggio

## Classifiche
| Classifica (2006)         | Posizione massima |
| ------------------------- | ----------------- |
| Australia                 | 34                |
| Belgio (Fiandre)          | 63                |
| Belgio (Vallonia)         | 63                |
| Danimarca                 | 7                 |
| Finlandia                 | 10                |
| Francia                   | 51                |
| Irlanda                   | 16                |
| Italia                    | 9                 |
| Paesi Bassi               | 39                |
| Polonia                   | 32                |
| Regno Unito               | 4                 |
| Svizzera                  | 33                |
| Classifica (2007)         | Posizione massima |
| Stati Uniti (alternative) | 6                 |